# Karangdowo (Kedungwuni)
Karangdowo is een bestuurslaag in het regentschap Pekalongan van de provincie Midden-Java, Indonesië. Karangdowo telt 3191 inwoners (volkstelling 2010).